# Marko Kristal
Marko Kristal (Tallinn, 2 juni 1973) is een voormalig Estisch voetballer (middenvelder) die bijna zijn gehele carrière voor FC Flora Tallinn speelde. Hij is een van Estlands bekendste voetballers ooit. Na zijn voetbalcarrière werd hij trainer. Met FC Levadia Tallinn won hij in 2013 de Estische landstitel.

## Interlandcarrière
Kristal speelde in de periode 1992-2005 in totaal 143 interlands voor de Estische nationale ploeg, waarin hij negen keer scoorde. Hij maakte zijn debuut op 3 juni 1992 in een vriendschappelijke wedstrijd tegen Slovenië (1-1), toen hij na 77 minuten inviel voor Urmas Kirs. Zijn 143ste en laatste wedstrijd speelde Kristal op 20 april 2005 tegen Noorwegen.
| Interlanddoelpunten van Marko Kristal | Interlanddoelpunten van Marko Kristal | Interlanddoelpunten van Marko Kristal | Interlanddoelpunten van Marko Kristal | Interlanddoelpunten van Marko Kristal | Interlanddoelpunten van Marko Kristal | Interlanddoelpunten van Marko Kristal | Interlanddoelpunten van Marko Kristal |
| №                                     | Datum                                 | Plaats                                | Tegenstander                          | Uitslag                               | Wedstrijd                             | Minuut                                | Aantal                                |
| ------------------------------------- | ------------------------------------- | ------------------------------------- | ------------------------------------- | ------------------------------------- | ------------------------------------- | ------------------------------------- | ------------------------------------- |
| 39.                                   | 24-02-1996                            | Pyla                                  | Faeröer                               | 2 – 2                                 | Vriendschappelijk                     | 13'                                   | 1                                     |
| 47.                                   | 13-11-1996                            | Andorra la Vella                      | Andorra                               | 1 – 6                                 | Vriendschappelijk                     | 87'                                   | 2                                     |
| 51.                                   | 01-03-1997                            | Larnaca                               | Azerbeidzjan                          | 2 – 0                                 | Vriendschappelijk                     | 35'                                   | 3                                     |
| 56.                                   | 08-06-1997                            | Tallinn                               | Zweden                                | 2 – 3                                 | WK-kwalificatie                       | 84'                                   | 4                                     |
| 59.                                   | 10-07-1997                            | Vilnius                               | Letland                               | 1 – 2                                 | Baltische Cup                         | 15'                                   | 5                                     |
| 64.                                   | 27-11-1997                            | Manilla                               | Filipijnen                            | 0 – 1                                 | Vriendschappelijk                     | 46'                                   | 6                                     |
| 86.                                   | 18-08-1999                            | Pärnu                                 | Armenië                               | 2 – 0                                 | Vriendschappelijk                     | 79'                                   | 7                                     |
| 99.                                   | 18-03-2001                            | Caïro                                 | Egypte                                | 3 – 3                                 | Vriendschappelijk                     | 55'                                   | 8                                     |
| 100.                                  | 28-03-2001                            | Limassol                              | Cyprus                                | 2 – 2                                 | WK-kwalificatie                       | 75'                                   | 9                                     |